# 現量
現量（げんりょう、梵: pratyakṣa-pramāṇa）とはインドの認識論における用語で、正しい判断基準の一つ。直接知覚とも訳される。
推論などに依らず、直接経験すること。

## 唯識派における現量
凡夫の、煩悩により曇らされた認識によって知られることと、瑜伽行者の、煩悩によって曇らされていない認識によって知られることの二つがある。後者は色等の諸法に向かって、現実にその自相のままを了知し、みじんも分別推求の念がないもの。
1. 眼耳鼻舌身という5つの感官の認識によって生じる知覚（感官現量）
2. 心とその認知対象（＝法）によって生じる知覚（意現量）
3. （瞑想によって）集中した心の認識によって生じる知覚（瑜伽行現量）
4. 第8識が諸境を認識する

これらが現量である。これらは唯識でいう現量である。因明での現量は、5識と5同縁、5倶の意識だけである。
陳那の定義でいえば、現量は概念作用を伴わず、対象そのものの個別相（自相）を認識するものである。そのような、直接知覚によって得られた知識が正しいかどうかを判断する規範が現量であり、仏のさとりはそこにあるから、もっとも重要であるとする。
- 「現量とは、無分別をいう。」、「現現別に転ずる。ゆえに現量と名づける。」（因明入正理論）
- 「よく縁を行じる相は、動ぜず揺れず。自らただ境を照らして、籌らず度せず。分別心を離れて、照らして前の境を符せず、明らかに自体を局る。この故に現量と名づける。」(能縁行相。不動不搖。因循照境。不籌不度。離分別心。照符前境。明局自體。故名現量。)（因明大疏 上本）
- 「五根がそれぞれ明らかにみずからの境を照らす。これを名づけて現とする。」(五根各各明照自境。名之爲現。)（因明大疏 下末）